# Див заек
Дивият заек (Lepus europaeus) е вид средно голям бозайник от семейство Зайцеви (Leporidae). Разпространен е в по-голямата част от Европа, включително в България, както и в части от Близкия изток и Централна Азия. Пренесен е от човека в някои области на Америка, Австралия и Океания.

## Физически характеристики
Дължината на тялото на дивия заек е до 68 cm, на опашката — до 8 cm. Масата му достига до около 5 kg. Предните му крака са с дължина до 20 cm, а задните достигат до 35 cm и са пригодени за скачане. Козината е от ръждивокафява до сивокафява, на корема е бяла. Заекът е предимно нощно животно, храната му е растителна.
Главата му е издължена и леко сплесната отстрани. Очите са големи, изпъкнали и са разположени странично. Цветът им е от жълтеникав до оранжев. Слухът на заека е изключителен. Той твърде често спира, за да се ослушва, като вдига глава, изправя уши и застива така. Предните крака на дивия заек са доста по-къси от задните и завършват с малки лапи с 5 пръста, с възглавнички и остри нокти, които достигат дължина от 1 cm до 2 cm с малки изключения при други видове. Задните му крайници са значително по-дълги и имат по 4 пръста на лапа, като стъпалото им е поне 3-4 пъти по-дълго в сравнение с предното. Скоростта на животното достига 60-70 km/h. Опашката е тъмна отгоре и бяла от долната си страна. Живее 10 години.

## Размножаване
Дивите зайци се размножават до 2 пъти в годината, като броят на малките в котило е обикновено 2-3, а в летните котила — от 3 до 5, че и повече. Бременността трае от 45-48 дни. Малките се раждат с отворени очи. Те могат да ядат още от първия ден. Малките на европейския заек се раждат напълно окосмени и дори 1 час след раждането им те могат да бягат, а след месец започват самостоятелен живот. В първото (мартенско) котило се раждат обикновено по 1-2 зайчета, но в по-късните – по 3-4. Късните есенни котила също са с по 2 зайчета. Редки изключения са и котила с по 5-8 зайчета.

## Разпространение
Дивият заек днес обитава почти цялата територия на Европа, като на север ареалът му стига почти Полярния кръг. На юг диви зайци има и в Северна Африка. В Азия те заемат обширна територия чак до Казахстан. В България те се срещат из цялата страна, при това от нивото на морето чак до високите части на планините

## Заекът в българските народни вярвания
В българските народни вярвания заекът се смята за демонично животно — вярва се, че върху гърба му язди дяволът. Ако заек пресече пътя на човек, то той трябва да се върне обратно или ако работата му е неотложна, трябва да удари коляното си с бял камък и тогава да продължи, защото иначе го чакат беди. На бременна жена не се разрешава да яде заешко месо, за да не се роди детето ѝ с т. нар. заешка уста.
В чест на зайците в Източна Тракия се почитат първите два или три дни от февруари, наречени Сечко-Дечко или денят след Димитровден - Зайковден.